# Это’о, Самюэль
Самюэ́ль Это’о́ Фис (фр. Samuel Eto’o Fils, французское произношение: [samɥɛl eto fis]; род. 10 марта 1981, Дуала, Камерун) — камерунский футбольный функционер и тренер, ранее выступавший как футболист на позиции нападающего. В свои лучшие годы считался одним из лучших нападающих в мире, и считается одним из величайших африканских игроков всех времён, выиграв приз «Футболист года в Африке» рекордные четыре раза: в 2003, 2004, 2005 и 2010 годах. С 11 декабря 2021 года занимает должность президента Федерации футбола Камеруна.
Будучи очень талантливым, перешёл в мадридский «Реал» в возрасте 16 лет. Из-за конкуренции на его позиции с более опытными игроками, он несколько раз отдавался в аренду, после чего в 2000 году подписал контракт с «Мальоркой», где забил 70 голов. Благодаря своей впечатляющей форме в 2004 году он присоединился к «Барселоне», где за пять сезонов забил 130 голов, а также стал рекордсменом по количеству выступлений африканского игрока в Ла Лиге. Трижды выиграв Ла Лигу, он вместе с Роналдиньо был ключевым членом атаки «Барселоны», которая выиграла финал Лиги чемпионов 2006 года, причём Это’о забил в финале, и входил в тройку Лионеля Месси и Тьерри Анри, которая выиграла финал Лиги чемпионов 2009 года, причём Это’о снова забил в финале. Он стал вторым игроком в истории, забившим в двух финалах Лиги чемпионов. В «Барселоне» занял третье место в борьбе за звание лучшего игрока года по версии ФИФА в 2005 году и дважды был включён в список FIFPro World XI, в 2005 и 2006 годах.
В сезоне 2009/10 он подписал контракт с миланским «Интером», где стал первым игроком, выигравшим два европейских континентальных «требла», после того, как в составе «Барселоны» и «Интера» ему удалось добиться двух побед подряд. Он стал четвёртым игроком в истории Лиги чемпионов после Марселя Десайи, Паулу Соузы и Жерара Пике, который выигрывал этот трофей два года подряд с разными командами. После непродолжительных выступлений в составе махачкалинского «Анжи», «Челси», «Эвертона» и «Сампдории» вновь обрёл яркую форму в турецкой Суперлиге в составе «Антальяспора», забив 44 гола в 76 матчах чемпионата. В 2015 году он получил награду Golden Foot.
В составе сборной Камеруна был частью команды, завоевавшей золотую медаль на Олимпийских играх 2000 года. Он также выиграл Кубок африканских наций в 2000 и 2002 годах. Участвовал в четырёх чемпионатах мира и шести Кубках африканских наций. Он является лучшим бомбардиром за всю историю Кубка африканских наций (18 голов), а также лучшим бомбардиром сборной Камеруна и третьим по количеству проведённых матчей (56 голов в 118 матчах). В августе 2014 года объявил о своём уходе из национальной команды.

## Ранние годы
Родился 10 марта 1981 года в Нконе, пригороде Дуала, самого большого города Камеруна, и вырос в бедном районе Дуала — Нью-Бель. Его отец Давид был бухгалтером и любителем футбола. После того, как отец Самюэля потерял работу, его мать Кристин по утрам продавала рыбу на рынке. В детстве Это’о очень любил играть в футбол: сразу после школы он бежал играть и «днями напролёт пропадал во дворе», за что мальчику регулярно попадало от матери. Он говорил, что стать футболистом его сподвигла игра сборной Камеруна против Замбии, которую он видел в детстве: будущего спортсмена поразило, что камерунский стадион, на котором проходил матч, был заполнен уже к 10:30 утра, тогда как игра начиналась только в 15:30. Одним из его кумиров в те времена был камерунский футболист Роже Милла, и Самюэль с детства мечтал попасть в национальную сборную
В 1993 году попал в футбольную школу при камерунской пивоваренной компании «Брассери» и провёл в ней два года. В это же время он играл за любительский клуб «Будущее Дуалы».
Из «Брассери» в возрасте 14 лет отправился во французский Авиньон на турнир. Во Франции камерунец попытался попасть в клубы «Гавр» и «Канн», однако оба отказали ему. После этого он нелегально провёл несколько месяцев в Париже у своей сестры, а затем вернулся в Камерун, где попал в тренировочный центр спортивной академии Каджи. В центре он играл наравне со взрослыми и получил прозвище «маленький Милла» — в честь своего футбольного кумира. Отмечалось, что камерунская федерация футбола дала игроку профессиональную лицензию раньше, чем это было положено по возрасту.

## Клубная карьера

### «Реал Мадрид»
В 1997 году пройдя подготовку в спортивной академии Каджи в Камеруне присоединился к молодёжной академии мадридского «Реала», но мог выступать только за «Реал Мадрид Б», так как был ещё несовершеннолетним. Команда выступала в третьем дивизионе Сегунды Б, куда не допускаются игроки из стран, не входящих в ЕС, и в результате он был отдан в аренду «Леганесу» из второго дивизиона. В январе 1999 года он был отдан в аренду в «Эспаньол», но за клуб сыграл только один матч, против «Реала Вальядолид» в Кубке Испании.

### «Мальорка»
В следующем сезоне, в зимнее трансферное окно, он на правах аренды перешёл в команду Ла Лиги «Мальорка», где забил шесть голов в 19 матчах. В конце сезона Это’о покинул «Реал Мадрид», подписав постоянное соглашение с «Мальоркой» за рекордную для клуба сумму в 4,4 миллиона фунтов стерлингов. В своём втором сезоне он забил 11 голов и стал привлекать внимание всей лиги. Президент «Мальорки» Матео Алемани сказал о его стиле игры: «Я сомневаюсь, что в мире есть другой игрок, который бы больше радовал болельщиков в данный момент». Сам Это’о так прокомментировал свой взлет: «Ко мне здесь всегда хорошо относились, болельщики меня ценят, и у меня контракт до 2007 года». В ответ на благодарность болельщиков он пожертвовал 30 000 евро на питание болельщиков «Мальорки», которые приехали на финал Кубка Испании против «Рекреативо» в 2003 году. «Мальорка» выиграла матч со счётом 3:0, причём камерунец забил два поздних гола, чтобы закрепить победу. Также забил в двух подряд выездных победах над своим бывшим клубом «Реал Мадрид»: первая — разгром 5:1 — стала единственным домашним поражением мадридского клуба, который выиграл Ла Лигу в сезоне 2002/03; вторая закончилась со счётом 3:2, что лишило «Реал» возможности в очередной раз выиграть Ла Лигу.

### «Барселона»

#### Адаптация в Каталонии, трофей Пичичи и победа в Лиге чемпионов (2004—2007)

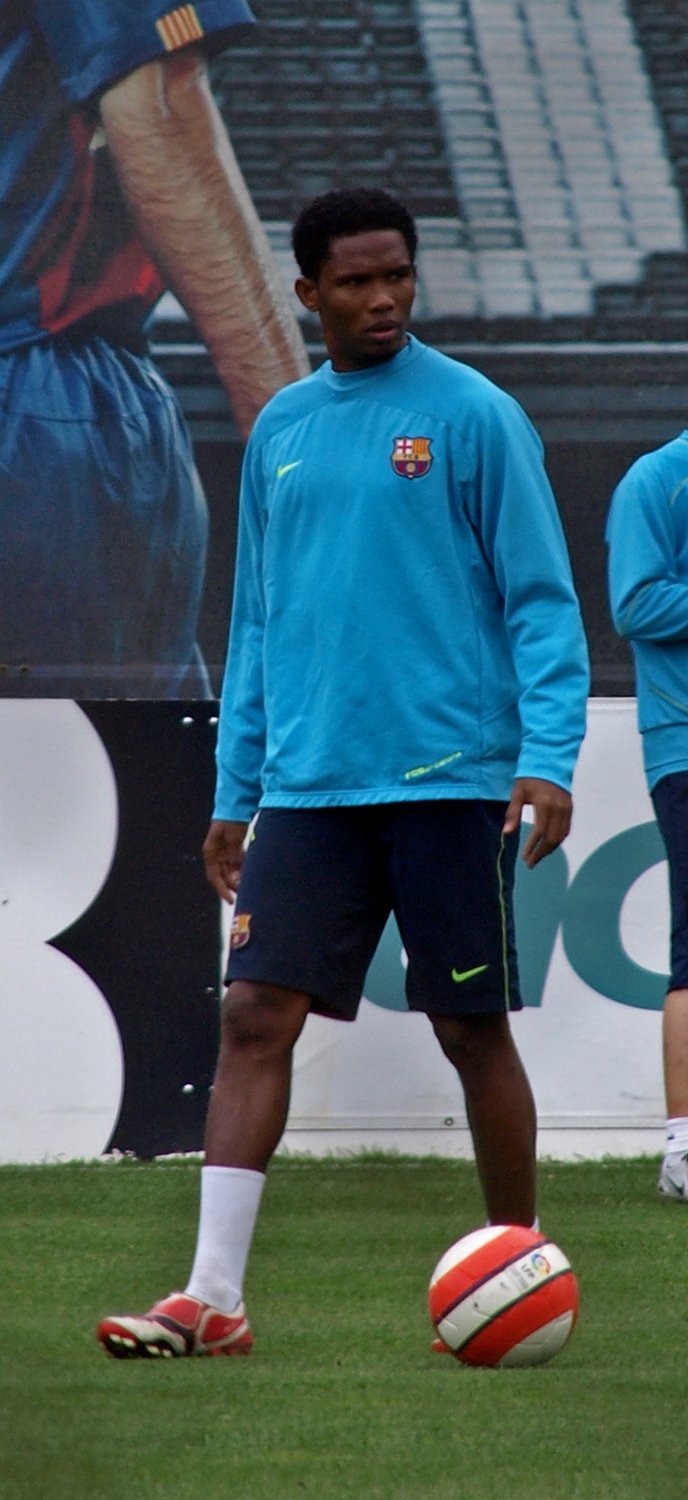
Самюэль Это’о на тренировке «Барселоны» в марте 2008 года

Самюэль Это’о покинул «Мальорку» в качестве лучшего бомбардира клуба (54 гола), подписав летом 2004 года контракт с «Барселоной» за 24 миллиона евро после длительных трёхсторонних переговоров с «Мальоркой» и Мадридом. Первоначально президент «Реала» Флорентино Перес хотел выкупить все права на трансфер и снова отдать его в аренду, но в итоге сделка с «Барселоной» оказалась достаточно выгодной для продажи. Кроме того, команда уже имела полную квоту из трёх игроков, не являющихся гражданами ЕС.
29 августа 2004 года дебютировал в составе «Барселоны» в матче против «Расинг Сантандер». После того как «Барселона» выиграла титул чемпиона Ла Лиги сезона 2004/05, команда организовала праздничную вечеринку на «Камп Ноу», во время которой Это’о подначивал болельщиков, скандируя: «Madrid, cabrón, saluda al campeón» (в переводе с исп. — «Мадрид», ублюдки, приветствуйте чемпиона»). Королевская федерация футбола Испании оштрафовала Это’о на 12 000 евро за его комментарии, за которые он позже извинился. Он выразил сожаление и попросил прощения у мадридского «Реала», своей первой профессиональной команды. Однако глава федерации фан-клубов «Реал Мадрида» остался не впечатлён, заявив: «Этот персонаж — фантастический игрок, но как человек он оставляет желать лучшего». В июне 2005 года он подписал улучшенный контракт с «Барселоной».
Пропустив в предыдущем году трофей Пичичи, который вручается лучшему бомбардиру Ла Лиги, Это’о обошёл нападающего «Валенсии» Давида Вилью в борьбе за награду во время последнего матча 20 мая 2006 года, когда он забил свой 26-й гол в сезоне против «Атлетик Бильбао». Камерунец был очень любезен с товарищами по команде после игры, сказав: «Это была командная работа, хотя награду получает только один человек. Мы упорно трудились весь сезон и получили свое справедливое вознаграждение».
Также забил шесть голов во время победы «Барселоны» в Лиге чемпионов 2005/06. В финале вратарь «Арсенала» Йенс Леманн был удалён в самом начале матча за снос Это’о за пределами штрафной площади, но каталонцы не смогли воспользоваться своим преимуществом в один мяч, пока камерунец не забил решающий гол во втором тайме. «Барселона» выиграла матч со счётом 2:1, а нападающий был награждён премией УЕФА «Лучший клубный нападающий» за достижения в европейском сезоне.
В том сезоне Это’о также получил историческую третью подряд награду «Африканский футболист года». В своей речи он сказал: «Прежде всего, я посвящаю эту награду всем детям Африки». Он также два раза подряд входил в состав символической сборной мира по версии FIFPro и занимал третье место в борьбе за звание лучшего игрока года по версии ФИФА, став лишь вторым африканским футболистом в истории после либерийской звезды Джорджа Веа, который вошёл в тройку лидеров.
Сезон начался для Это’о неудачно: 27 сентября 2006 года он порвал мениск в правом колене во время матча группового этапа Лиги чемпионов против бременского «Вердера». Врач команды «Барселона» Рикард Пруна первоначально предполагал, что травма выведет его из строя на два-три месяца. После операции срок восстановления игрока увеличился до пяти месяцев, но он возобновил тренировки с «Барселоной» в начале января 2007 года.

#### Первый «требл» и последний сезон в «Барселоне» (2007—2009)

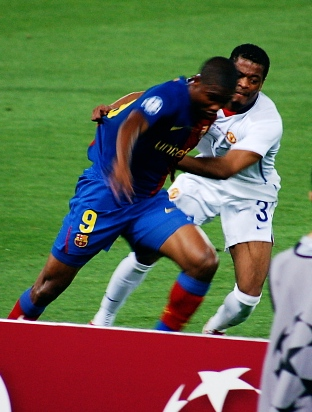
Это’о обходит Патриса Эвра из «Манчестер Юнайтед» в финале Лиги чемпионов 2009 года

11 февраля 2007 года отказался выйти на замену в матче чемпионата против «Расинг Сантандер». Главный тренер «Барселоны» Франк Райкард сказал после матча: «Он не хотел выходить на замену; я не знаю почему». Роналдиньо критиковал действия камерунца, говоря, что Это’о не ставит команду на первое место, но африканец опроверг это замечание, заявив, что он не вышел на замену, потому что у него не было достаточно времени, чтобы как следует размяться. Три месяца спустя Самюэль сказал: «Такие вещи обычно являются просто спекуляцией и не доходят до меня. Однако если это правда, что я представляю проблему для моей команды, то я уйду. Но, как я уже сказал, я счастлив здесь. Пресса может писать, что хочет». После этих комментариев президент «Барселоны» Жоан Лапорта поспешил развеять слухи о трансферах Это’о и Роналдиньо.
28 августа после обострения травмы мениска во время летнего товарищеского матча против миланского «Интера» Это’О выбыл из строя на неопределенный срок. 17 октября в разгар периода восстановления, он получил испанское гражданство. 4 декабря ему разрешили снова играть, а через неделю он вернулся в состав, сыграв за «Барселону» в матче с «Депортиво» (2:1).
24 февраля 2008 года оформил свой первый хет-трик в чемпионате в матче против «Леванте». В общей сложности он забил 16 голов в 18 матчах сезона. 25 октября сделал самый быстрый хет-трик в истории клуба, забив трижды за 23 минуты в победе над «Альмерией». 8 ноября 2008 года всего через две игры, забил четыре гола в первом тайме матча «Барселоны» против «Реала Вальядолид», который закончился со счётом 6:0. 29 ноября 2008 года забил свой 111-й гол в карьере за «Барселону» во всех турнирах в выездной победе над «Севильей» (3:0), войдя в десятку лучших бомбардиров клуба за всю историю.
14 февраля 2009 года забил свой 99-й и свой 100-й голы в чемпионате за «сине-гранатовых» в матче с «Реал Бетис» (2:2). В матче Ла Лиги против «Реала Вальядолид» забил свой 30-й гол в сезоне 2008/09. Игра закончилась со счётом 1:0 и означала, что «Барселона» сохранила преимущество в шесть очков над мадридским «Реалом» в чемпионате. Он также забил в ворота «Вильярреала» в матче, который отбросил «Барселону» на одно очко от завоевания трофея Ла Лиги сезона 2008/09. В сезоне он забил 30 голов, заняв второе место в списке бомбардиров «трофея Пичичи» после Диего Форлана из мадридского «Атлетико».
Забил первый гол в финале Лиги чемпионов 2009 года против «Манчестер Юнайтед». «Барселона» выиграла финал со счётом 2:0, тем самым оформив «требл». Трио Лионеля Месси (38 голов), Это’о (36 голов) и Тьерри Анри (26 голов) забили ровно 100 голов в историческом для клуба году.

#### Сорвавшийся переход в «Бунёдкор»
В начале 2008 года футбольный клуб из Узбекистана — ташкентский «Курувчи» (в середине того же года клуб сменил название на «Бунёдкор») предложил контракт Это’о, согласно которому футболисту предлагалась зарплата на сумму 25 миллионов долларов США за каждые два-три месяца. Первоначально игрок принял приглашение «Бунёдкора» и прилетел в Ташкент, участвуя в тренировках и нескольких товарищеских матчах клуба в предсезонный период, но вскоре отклонил предложение ташкентского клуба. Это’о объяснил свой отказ тем, что хочет выступать за клубы из ведущих национальных чемпионатов мира.

### «Интернационале»

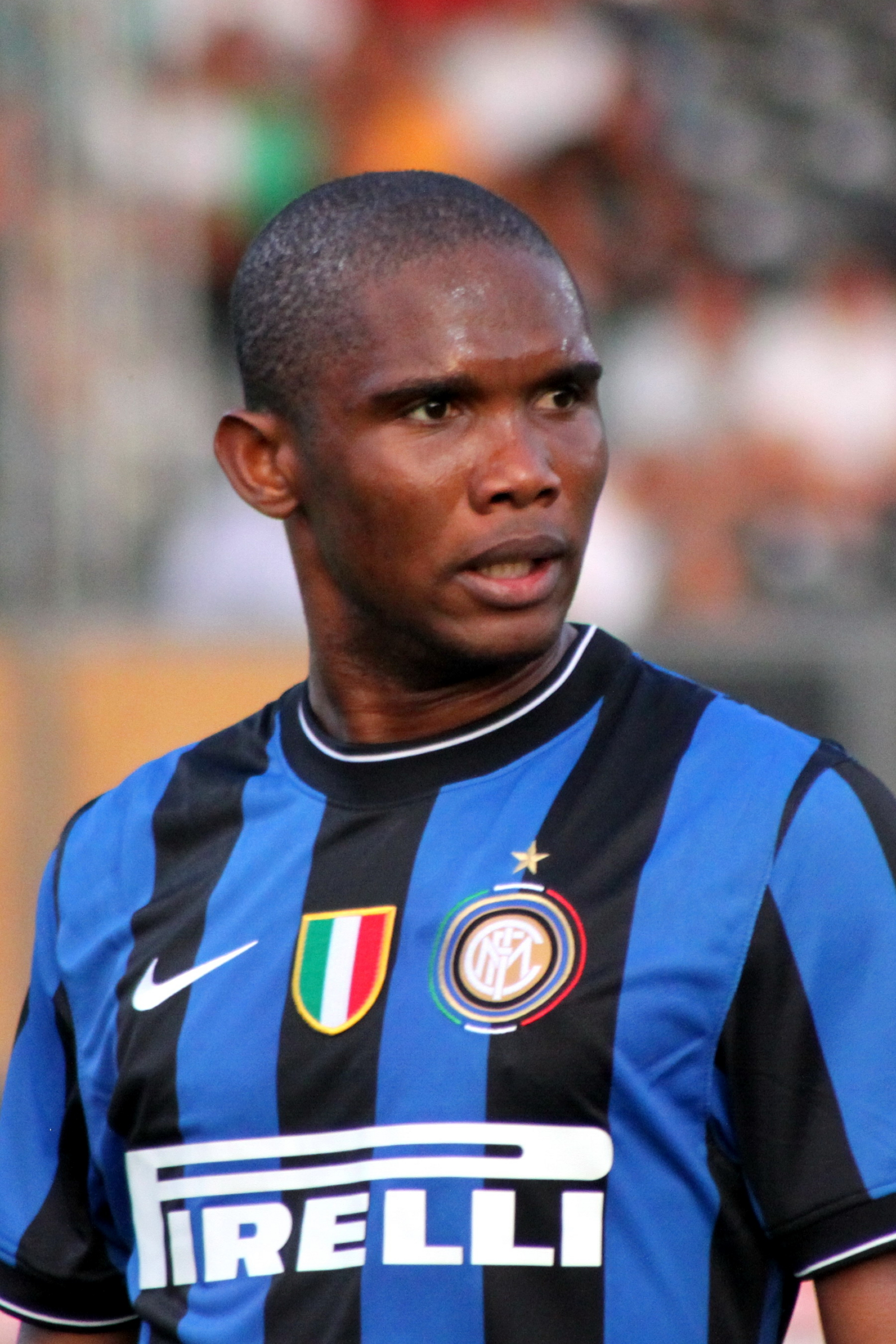
Это’о в составе миланского «Интера» в августе 2009 года

После того, как Максвелл завершил трансфер из миланского «Интера», Жоан Лапорта подтвердил, что между «Барселоной» и миланским клубом существует принципиальное соглашение о переходе Златана Ибрагимовича в клуб в обмен на Самюэля Это’о и 46 миллионов евро. После того, как Ибрагимович согласовал условия с «Барселоной», клуб объявил, что камерунец отправится в Милан для прохождения медицинского обследования, чтобы завершить трансфер.
27 июля 2009 года прошёл медобследование и подписал контракт с «Интером» на пять лет. На своей первой пресс-конференции в Милане он заявил, что находится там, где хочет быть, и отказался сравнивать себя с Ибрагимовичем, сказав: «Я Самюэль Это’о и я не хочу сравнивать себя с кем-либо. Я верю, что мой послужной список говорит сам за себя». 8 августа забил в своём дебюте в Суперкубке Италии 2009 года, когда «Интер» проиграл «Лацио» (1:2). Две недели спустя забил с пенальти против «Бари» в своём первом матче в Серии А. В следующем матче, миланского дерби против «Милана», Это’о заработал для «Интера» пенальти после того, как Дженнаро Гаттузо сбил его в штрафной; Милито забил пенальти, а Гаттузо получил жёлтую карточку и в итоге был удалён. «Интер» выиграл матч со счётом 4:0. Камерунец снова забил 13 сентября против «Пармы», свой первый гол с игры в матче Серии А.
В конце сентября 2009 года игрок потребовал от «Барселоны» почти 2,75 миллиона фунтов стерлингов после своего перехода в итальянский клуб. Эта сумма составляла 15 % от 17,7 млн фунтов стерлингов (29 млн долларов США), которые «Интер» заплатил каталонскому клубу в июле 2009 года. Требование было основано на испанском правиле, согласно которому игрок должен получить 15 % от суммы своего перехода в другой испанский клуб. Если стороны не смогут прийти к решению, дело может быть передано в суд.

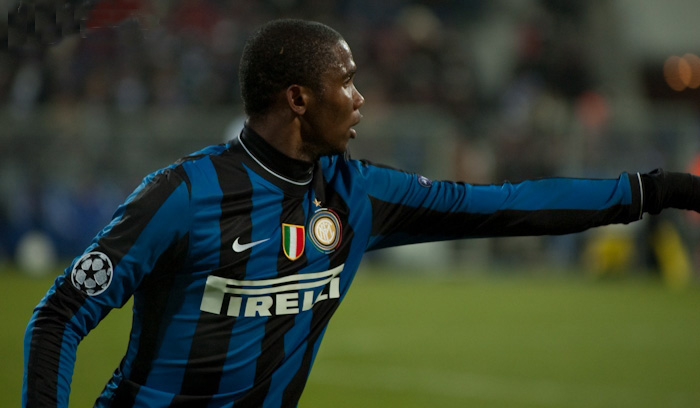
Это’о в матче в Лиге чемпионов с миланским «Интером», которую он выиграет в третий раз в своей карьере

29 октября забил свой первый дубль в Серии А во время победы над «Палермо» со счетом 5:3, а Марио Балотелли также забил дважды. 1 декабря 2009 года занял пятое место в голосовании за «Золотой мяч», который выиграл его бывший партнёр по «Барселоне» Лионель Месси. Восемь дней спустя он забил свой первый гол за команду в Лиге чемпионов в заключительном матче группы F против казанского «Рубина», благодаря чему «Интер» выиграл дома со счётом 2:0 и вышел в плей-офф, заняв второе место. Камерунец продолжал оставаться главным героем «Интера» в Европе, забив 16 марта 2010 года победный мяч в ответном матче 1/8 финала Лиги чемпионов УЕФА 2009/10 против «Челси», что позволило «Интеру» выйти в четвертьфинал. 13 апреля забил свой первый гол в Кубке Италии против «Фиорентины» во втором полуфинале, что помогло «Интеру» выиграть 1:0 на «Артемио Франки» и выйти в финал со счётом 2:0 по сумме двух матчей. 5 мая завоевал своё первое серебро с клубом, когда «Интер» победил «Рому» со счётом 1:0 на «Стадио Олимпико» и выиграл Кубок Италии. Его 12 голов в Серии А помогли «чёрно-синим» завоевать ещё одно чемпионство, пятое подряд, после победы над «Сиеной» в последнем туре. 22 мая 2010 года сыграл в третьем финале Лиги чемпионов в своей карьере, когда «Интер» выиграл у «Баварии» (2:0) и завоевал первый титул за 45 лет; Милито забил оба гола, а Это’о организовал второй. Благодаря победе миланского клуба над «Баварией», Самюэль стал единственным игроком, выигравшим «требл» подряд в двух сезонах с двумя разными командами.
21 августа 2010 года забил дважды, когда «Интер» победил «Рому» со счётом 3:1 и выиграл Суперкубок Италии. Его первый хет-трик за итальянский клуб случился 29 сентября 2010 года в Лиге чемпионов против бременского «Вердера». «Интер» выиграл матч со счётом 4:0, и Это’о сказал: «Мы будем оставаться скромными, потому что мы знаем, что есть команды, которые лучше нас, поэтому мы просто будем брать по одному матчу за раз и пройдем так далеко, как нам это удастся».
Продолжая свою выдающуюся форму в Серии А и Лиге чемпионов в сезоне 2010/11, он играл ключевую роль в атакующей линии «Интера». 16 марта 2011 года продемонстрировал легендарное выступление в Мюнхене, когда помог «Интеру» победить «Баварию» со счётом 3:2 (общий счёт 3:3, победа по голам на выезде) в Лиге чемпионов. Это’о забил первый гол после четырёх минут игры, а также отдал две результативные передачи Уэсли Снейдеру и Горану Пандеву для победы. После игры президент «Интера» Массимо Моратти сказал: «Не уверен, что трансфер Это’о был самой лучшей из всех моих сделок, но я действительно считаю, что этот переход стал очень удачным для „Интера“. Это’о фантастичен. Не хочу умалять достоинства Ибрагимовича, но для всех нас стало большой удачей заполучить Самюэля. Он действительно экстраординарный игрок». 29 мая забил два гола в финале Кубка Италии против «Палермо», благодаря чему «Интер» выиграл со счётом 3:1, а его общее количество голов за сезон достигло 37, что стало новым рекордом для него.

### «Анжи»
В июле 2011 года махачкалинский «Анжи» предложил Это’о зарплату 22 миллиона евро за сезон. Он отказался, так как хотел выиграть Лигу чемпионов, а «Анжи» туда не попал. Тем не менее, через месяц появилась информация, что футболист может оказаться в российском клубе, который предложил 29 миллионов евро за трансфер и контракт на 28,8 миллионов евро в год. 23 августа было объявлено, что камерунец согласился с условиями «Анжи». На следующий день он подписал контракт на 3 года с махачкалинским клубом, став на тот момент самым высокооплачиваемым футболистом в мире. Камерунец стал играть вместе с бразильцем Роберто Карлосом, с которым он уже пересекался в мадридском «Реале».

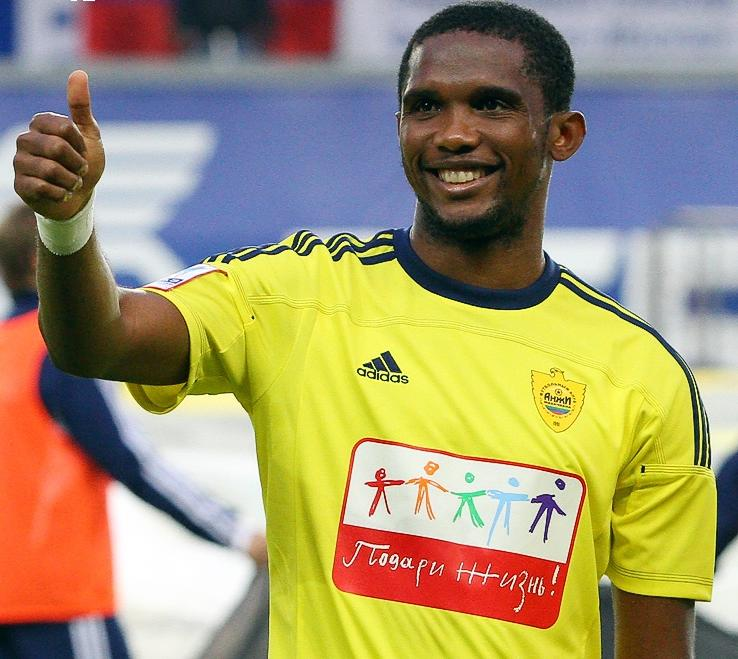
Это’о в составе «Анжи» в матче Кубка России против московского «Динамо», сентябрь 2011 года

Команда тогда жила в Москве, тренировалась на базе в Кратово, а в Махачкалу летала только на матчи. Дебют состоялся в чемпионате России в матче с «Ростовом» (1:1). Приезд футболиста мирового уровня вызвал в южной столице бешеный ажиотаж — все билеты на ту игру были раскуплены. Самюэль вышел на замену на 58-й минуте матча и через 22 минуты забил гол с передачи Юрия Жиркова. Через неделю забил гол в матче 23-го тура против нижегородской «Волги» (2:1). В «Анжи» Это’о сделал пять дублей: 26 июля 2012 года в гостевом (ответном) матче с венгерским «Гонведом», 10 августа 2012 — в ответном матче третьего раунда Лиги Европы против «Витесса», 26 августа 2012 — в 6-м туре Российской премьер-лиги против «Мордовии», а 16 сентября 2012 — в 8 туре Российской премьер-лиги против «Краснодара», 4 октября 2012 — в матче Лиги Европы против швейцарского «Янг Бойз».
В июне 2013 года Самюэлю Это’о была вручена официальная премия «Чемпионат.com» и РФПЛ как лучшему игроку СОГАЗ — Чемпионата России. Профиль камерунца стал самым популярным по посещаемости профилем игроков на сайте РФПЛ с 2011 по 2013 год. Летом 2013 года в клубе произошла «смена вектора развития», из-за которой команду покинули все дорогостоящие футболисты, включая и Это’о.

### Один клуб в сезон и период в Турции

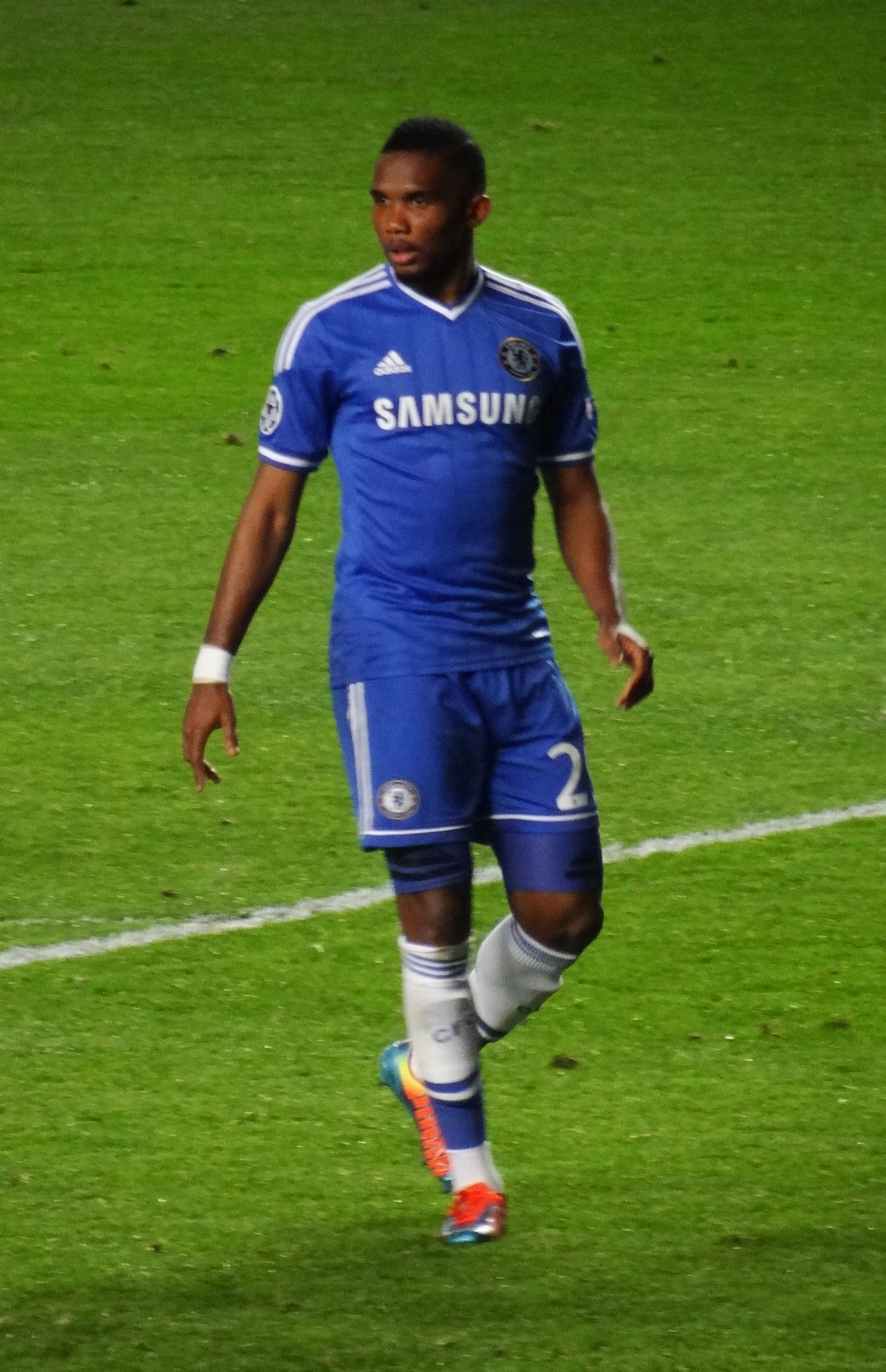
Это’о в составе «Челси», апрель 2014 года

29 августа 2013 года подписал однолетнее соглашение с клубом английской Премьер-лиги «Челси» за нераскрытую сумму, воссоединившись с Жозе Моуринью, своим тренером в миланском «Интере» в год «требла». Свой первый гол за «Челси» забил 19 октября 2013 года в матче против «Кардифф Сити», в котором он вывел лондонский клуб вперёд. 6 ноября в домашнем матче Лиги чемпионов против «Шальке 04» (3:0) забил дважды. 20 января в первом матче 2014 года, забил свой первый хет-трик за «Челси» в Премьер-лиге, обеспечив «синим» победу над «Манчестер Юнайтед» на «Стэмфорд Бридж» со счётом 3:1. 8 марта открыл счёт в победе «Челси» над «Тоттенхэм Хотспур» (4:0), когда защитник Ян Вертонген сделал передачу назад прямо ему в ноги. Это был 300-й гол в его клубной карьере. В ответном матче 1/8 финала Лиги чемпионов с «Галатасараем» (2:0) вывел «синих» вперёд на четвёртой минуте, забив свой десятый гол в сезоне. 22 марта продолжил свою хорошую форму, забив ещё один гол в начале пятой минуты в матче с «Арсеналом». Однако через десять минут он был заменён на Фернандо Торреса, получив небольшую травму; «Челси» выиграл матч со счётом 6:0.
Контракт Это’о с «Челси» истёк в конце сезона 2013/14, и 26 августа 2014 года он перешёл в команду английской Премьер-лиги «Эвертон», подписав двухлетний контракт. Он дебютировал четыре дня спустя, забив один гол головой в домашнем поражении от «Челси» со счётом 3:6. 26 октября сделал дубль за «Эвертон», забив первый гол и реализовав удар из-за пределов штрафной площади, когда «ириски» победили «Бернли» со счётом 3:1.
Он заявил, что хочет выиграть с «Эвертоном» Лигу Европы — турнир, который он ещё никогда не выигрывал. Однако покинул команду в середине своего первого сезона в «Эвертоне», забив четыре гола в 20 матчах во всех турнирах.

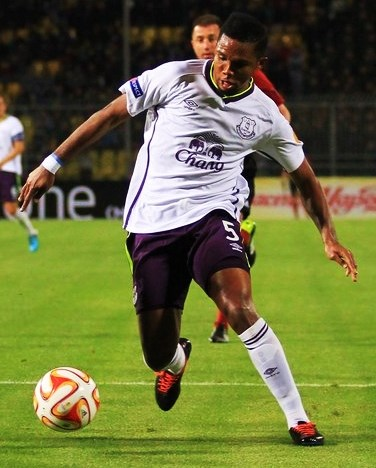
Это’о в составе «Эвертона» в матче Лиги Европы 2014/15 против «Краснодара»

27 января 2015 года вернулся в итальянскую Серию А, заключив соглашение с «Сампдорией» на два с половиной года. 1 февраля дебютировал в футболке «сине-окольцованных» в матче против «Торино» (1:5), выйдя на замену вместо Эдера на 71-й минуте. Недовольный таким счётом, тренер Синиша Михайлович решает отменить день отдыха в следующий понедельник, заменив его двойной тренировкой для всех игроков. Это’о не оценил наказание и после утреннего занятия предпочёл не оставаться, даже уехал в свою миланскую резиденцию. 7 марта следующего года в победе над «Кальяри» (2:0) ударом слёта забил свой первый гол в цветах своего нового клуба. 24 мая забил второй гол, спасая игру на 91-й минуте против «Эмполи» (1:1). Это были единственные два гола, забитые Это’о в его 18 матчах. 29 июня расторг контракт, связывавший его с итальянским клубом.
25 июня 2015 года перешёл в турецкий «Антальяспор», подписав трёхлетний контракт. Его зарплата в турецком клубе составила 3,3 миллиона евро за сезон. 15 августа впервые вышел на поле в матче чемпионата Турции и забил два мяча в победной игре против клуба «Истанбул Башакшехир» (3:2). 12 сентября снова оформил дубль, забив оба мяча в победе над «Эскишехирспором». Забил 13 мячей в первых 15 матчах сезона. Его первый гол в сезоне 2016/17 был забит 11 сентября в домашнем матче с «Коньяспором» (1:3). 31 октября забил победный гол в гостевой победе над «Кайсериспором», а через пять дней, 5 ноября организовал своей команде ещё одну победу над «Генчлербирлиги». В декабре выполнял обязанности играющего тренера после увольнения Юсуфа Шимшека. По окончании сезона 2016/17 вошёл в историю клуба как лучший бомбардир Суперлиги, забив 38 голов; предыдущий рекорд принадлежал бразильцу Тите, который забил 37 голов. В январе 2016 года главным тренером клуба стал 50-летний португалец Жозе Мораиш, известный по работе в качестве ассистента в «Порту», «Интернационале», «Реал Мадрид», «Челси», где он неоднократно пересекался с Это’о.
31 января 2018 года покинув «Антальяспор» по взаимному согласию, перешёл в конкурирующий с ним «Коньяспор», подписав контракт на два с половиной года. Однако пробыл в клубе всего шесть месяцев, расторгнув контракт по обоюдному согласию.

### «Катар СК»
14 августа 2018 года перешёл в катарский клуб «Катар СК». 7 сентября 2019 года объявил о своём уходе из футбола в возрасте 38 лет.

## Карьера в сборной
9 марта 1997 года впервые надел форму сборной Камеруна, за день до своего 16-летия, в товарищеском матче против сборной Коста-Рики (5:0). В 1998 году стал самым молодым участником чемпионата мира 1998 года, когда 17 июня 1998 года в возрасте 17 лет и трёх месяцев сыграл в матче с Италией (3:0). 6 июня 2002 года забил свой единственный гол на чемпионате мира 2002 года, когда он забил победный гол против сборной Саудовской Аравии на групповом этапе, что стало единственной победой Камеруна в турнире.

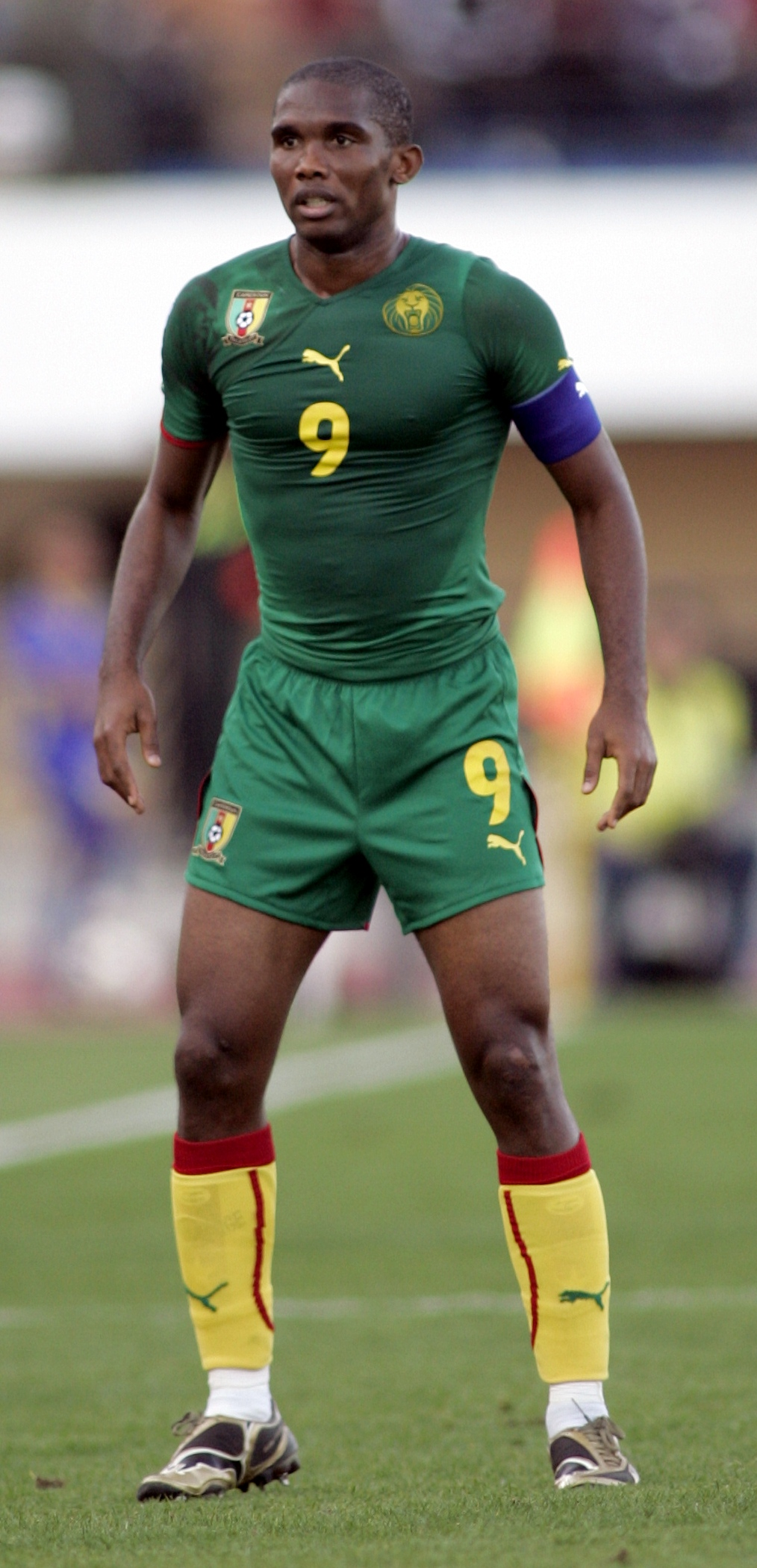
Это’о в матче за сборную Камеруна в 2009 году. Он является их лучшим бомбардиром за всё время, забив 56 голов

Входил в состав сборных, выигравших Кубок африканских наций 2000 и 2002 годов, и был золотым медалистом летних Олимпийских игр 2000 года. 19 июня на Кубке конфедераций 2003 года, в котором Камерун занял второе место, забил единственный гол в ворота сборной Бразилии, победив на групповом этапе со счётом 1:0. Камерун выбыл в четвертьфинале Кубка африканских наций 2006 года после того, как Это’о промазал решающий пенальти в серии пенальти в ворота сборной Кот-д’Ивуара после ничьей 1:1, но, тем не менее, он стал лучшим бомбардиром турнира с пятью голами. Он пропустил тренировку команды перед четвертьфиналом, чтобы принять участие в церемонии награждения Африканского футболиста года по версии КАФ в Того.
На Кубке африканских наций 2008 года стал одним из лучших бомбардиров (наряду с Лораном Поку) за всю историю турниров, забив 26 января 2008 года свой 14-й гол с пенальти в ворота сборной Замбии. 30 января в следующей игре против сборной Судана реализовал ещё один пенальти, став лучшим бомбардиром турнира за всю историю, а затем забил ещё один гол в том же матче, доведя свой счёт на Кубке наций до 16. Он стал лучшим бомбардиром второго турнира подряд, сравнявшись с показателем 2006 года (пять голов).
1 июня 2008 года ударил головой репортёра Филиппа Бони после инцидента на пресс-конференции. Бони получил травму, но позже Это’о извинился за ссору и предложил оплатить медицинские расходы репортёра. В отборочном матче чемпионата мира 2010 года против сборной Габона забил гол на 68-й минуте. После этого забил ещё один гол в домашнем матче. Он возглавил таблицу бомбардиров с восемью голами в квалификации. Самюэль забил гол в отборочном матче чемпионата мира против сборной Марокко, который обеспечил Камеруну место на чемпионате мира 2010 года. 19 июня 2010 года забил гол в матче группового этапа чемпионата мира 2010 года против сборной Дании, воспользовавшись ошибкой Кристиана Поульсена. Камерун в итоге проиграл игру со счётом 1:2 и выбыл из турнира. Это’о назвал это самым большим разочарованием в своей карьере. В декабре 2010 года стал первым человеком, который в четвёртый раз был назван африканским игроком года.
16 декабря 2011 года был дисквалифицирован Камерунской федерацией футбола на 15 матчей, после того как команда отказалась играть товарищеский матч против сборной Алжира в начале года. В январе 2012 года срок дисквалификации был сокращён до восьми месяцев, что означало, что Самюэль пропустит только четыре матча. Это изменение произошло после того, как президент Камеруна Поль Бийя попросил чиновников пересмотреть спорную санкцию.
27 августа 2012 года был включён в состав команды на матч с Кабо-Верде в первом этапе плей-офф квалификации Кубка африканских наций 2013 года, но нападающий отказался играть в знак протеста против того, что он назвал «любительским и плохо организованным» составом сборной. После вмешательства премьер-министра Камеруна Филемона Янга Это’о согласился вернуться на второй матч. Однако возвращения оказалось недостаточно для того, чтобы Камерун смог отыграться со счёта 0:2 в первом матче, и «неукротимые львы» не смогли квалифицироваться на Кубок наций.
23 марта 2013 года забил свой первый гол за Камерун за 16 месяцев, реализовав пенальти в матче против сборной Того в рамках отборочного турнира чемпионата мира 2014 года. В том же матче он забил победный гол на 82-й минуте, благодаря чему Камерун занял первое место в своей отборочной группе. В ноябре 2013 года был капитаном команды, обыгравшей сборную Туниса со счётом 4:1 в плей-офф для обеспечения квалификации на чемпионат мира. В июне 2014 года был выбран в состав сборной Камеруна на чемпионат мира 2014 года, став третьим африканцем, принявшим участие в четырёх турнирах после соотечественников Жака Сонго’о и Ригоберта Сонга. 27 августа 2014 года после перехода в «Эвертон», объявил о своём уходе из национальной сборной.

## Стиль игры

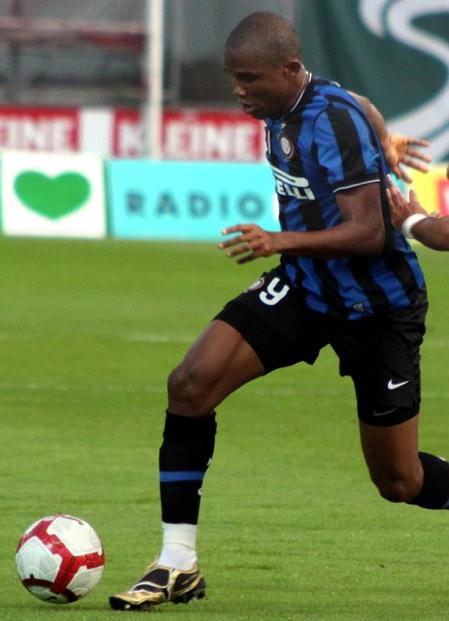
В свои лучшие годы Это’о был чрезвычайно быстрым и обладал отличными способностями к дриблингу, хорошо контролируя мяч

Это’о был быстрым, сильным и энергичным нападающим, который был известен своей выносливостью, скоростью работы, умением играть в воздухе и точным завершением игры как головой, так и ногами. Мощный и результативный бомбардир, обладающий хорошей техникой, хладнокровием перед воротами и умением обыгрывать других нападающих, Самюэль в основном играл на позиции центрального нападающего, хотя он также был командным игроком; более того, во время работы в «Интере» под руководством Жозе Моуринью он продемонстрировал тактический ум и универсальность, играя на нескольких других позициях на поле. Во время сезона 2009/10, когда «Интер» выиграл «требл», камерунец играл важную роль в команде и использовался как вингер или даже как атакующий полузащитник на левом фланге в расстановке 4-2-3-1 Моуринью, где от него в первую очередь требовалось помогать команде в творческом и оборонительном плане своей игрой в связке и скоростью работы с мячом, что часто заставляло его отходить назад. Во время ответного полуфинального матча Лиги чемпионов против своего бывшего клуба «Барселона» продемонстрировал свою работоспособность и универсальность, играя в качестве запасного правого атакующего фулбека или флангового защитника после спорного удаления Тиагу Мотты. Это’о также известен своим лидерством, оппортунизмом и менталитетом на протяжении всей карьеры.
В период расцвета считался одним из лучших нападающих в мире; в настоящее время он считается одним из величайших африканских игроков всех времён. Его часто включают в тройку величайших африканских нападающих, наряду с Джорджем Веа и Дидье Дрогба. Несмотря на то, что с возрастом камерунец немного потерял в скорости, он продолжал поддерживать стабильный уровень забитых мячей в качестве нападающего, благодаря своей способности занимать хорошие позиции и вовремя проводить атаки, о чём свидетельствует его гол в матче против «Челси» (3:6) 30 августа 2014 года во время его периода в «Эвертоне». Помимо скорости и умения забивать голы, Это’о также был известен своим первым касанием, контролем и умением пасовать в лучшие годы; даже в зрелом возрасте он сохранил свои навыки дриблинга, которые он использовал в своих интересах, обыгрывая защитников и ассистируя или создавая шансы для партнеров по команде. В свои тридцать с небольшим Это’о включил в празднование гола приём «старика» — ответ на насмешки Жозе Моуринью о том, что он слишком стар, — когда он наклонился и начал медленно ходить с воображаемой тростью.

## Президент Федерации футбола Камеруна
11 декабря 2021 года был избран президентом Федерации футбола Камеруна.

## Статистика выступлений

### Клубная статистика
| Выступление      | Выступление      | Выступление      | Лига | Лига | Кубок страны | Кубок страны | Кубок лиги | Кубок лиги | Еврокубки | Еврокубки | Прочие | Прочие | Итого | Итого |
| Клуб             | Лига             | Сезон            | Игры | Голы | Игры         | Голы         | Игры       | Голы       | Игры      | Голы      | Игры   | Голы   | Игры  | Голы  |
| ---------------- | ---------------- | ---------------- | ---- | ---- | ------------ | ------------ | ---------- | ---------- | --------- | --------- | ------ | ------ | ----- | ----- |
| Леганес          | Сегунда          | 1997/98          | 28   | 3    | 2            | 1            | 0          | 0          | 0         | 0         | 0      | 0      | 30    | 4     |
| Леганес          | Итого            | Итого            | 28   | 3    | 2            | 1            | 0          | 0          | 0         | 0         | 0      | 0      | 30    | 4     |
| Реал Мадрид      | Примера          | 1998/99          | 1    | 0    | 0            | 0            | 0          | 0          | 0         | 0         | 0      | 0      | 1     | 0     |
| Реал Мадрид      | Примера          | 1999/00          | 2    | 0    | 0            | 0            | 0          | 0          | 3         | 0         | 0      | 0      | 5     | 0     |
| Реал Мадрид      | Итого            | Итого            | 3    | 0    | 0            | 0            | 0          | 0          | 3         | 0         | 0      | 0      | 6     | 0     |
| Мальорка         | Примера          | 1999/00          | 13   | 6    | 0            | 0            | 0          | 0          | 0         | 0         | 0      | 0      | 13    | 6     |
| Мальорка         | Примера          | 2000/01          | 28   | 11   | 5            | 2            | 0          | 0          | 0         | 0         | 0      | 0      | 33    | 13    |
| Мальорка         | Примера          | 2001/02          | 30   | 6    | 1            | 1            | 0          | 0          | 8         | 3         | 0      | 0      | 39    | 10    |
| Мальорка         | Примера          | 2002/03          | 30   | 14   | 6            | 5            | 0          | 0          | 0         | 0         | 0      | 0      | 36    | 19    |
| Мальорка         | Примера          | 2003/04          | 32   | 17   | 2            | 0            | 0          | 0          | 7         | 4         | 2      | 1      | 43    | 22    |
| Мальорка         | Итого            | Итого            | 133  | 54   | 14           | 8            | 0          | 0          | 15        | 7         | 2      | 1      | 164   | 70    |
| Барселона        | Примера          | 2004/05          | 37   | 25   | 1            | 0            | 0          | 0          | 7         | 4         | 0      | 0      | 45    | 29    |
| Барселона        | Примера          | 2005/06          | 34   | 26   | 0            | 0            | 0          | 0          | 11        | 6         | 2      | 2      | 47    | 34    |
| Барселона        | Примера          | 2006/07          | 19   | 11   | 2            | 1            | 0          | 0          | 3         | 1         | 3      | 0      | 27    | 13    |
| Барселона        | Примера          | 2007/08          | 18   | 16   | 3            | 1            | 0          | 0          | 7         | 1         | 0      | 0      | 28    | 18    |
| Барселона        | Примера          | 2008/09          | 36   | 30   | 4            | 0            | 0          | 0          | 12        | 6         | 0      | 0      | 52    | 36    |
| Барселона        | Итого            | Итого            | 144  | 108  | 10           | 2            | 0          | 0          | 40        | 18        | 5      | 2      | 199   | 130   |
| Интернационале   | Серия А          | 2009/10          | 32   | 12   | 2            | 1            | 0          | 0          | 13        | 2         | 1      | 1      | 48    | 16    |
| Интернационале   | Серия А          | 2010/11          | 35   | 21   | 4            | 5            | 0          | 0          | 10        | 8         | 4      | 3      | 53    | 37    |
| Интернационале   | Серия А          | 2011/12          | 0    | 0    | 0            | 0            | 0          | 0          | 0         | 0         | 1      | 0      | 1     | 0     |
| Интернационале   | Итого            | Итого            | 67   | 33   | 6            | 6            | 0          | 0          | 23        | 10        | 6      | 4      | 102   | 53    |
| Анжи             | Премьер-лига     | 2011/12          | 22   | 13   | 1            | 0            | 0          | 0          | 0         | 0         | 0      | 0      | 23    | 13    |
| Анжи             | Премьер-лига     | 2012/13          | 25   | 10   | 3            | 2            | 0          | 0          | 16        | 9         | 0      | 0      | 44    | 21    |
| Анжи             | Премьер-лига     | 2013/14          | 6    | 2    | 0            | 0            | 0          | 0          | 0         | 0         | 0      | 0      | 6     | 2     |
| Анжи             | Итого            | Итого            | 53   | 25   | 4            | 2            | 0          | 0          | 16        | 9         | 0      | 0      | 73    | 36    |
| Челси            | Премьер-лига     | 2013/14          | 21   | 9    | 3            | 0            | 2          | 0          | 9         | 3         | 0      | 0      | 35    | 12    |
| Челси            | Итого            | Итого            | 21   | 9    | 3            | 0            | 2          | 0          | 9         | 3         | 0      | 0      | 35    | 12    |
| Эвертон          | Премьер-лига     | 2014/15          | 14   | 3    | 1            | 0            | 1          | 0          | 4         | 1         | 0      | 0      | 20    | 4     |
| Эвертон          | Итого            | Итого            | 14   | 3    | 1            | 0            | 1          | 0          | 4         | 1         | 0      | 0      | 20    | 4     |
| Сампдория        | Серия A          | 2014/15          | 18   | 2    | 0            | 0            | 0          | 0          | 0         | 0         | 0      | 0      | 18    | 2     |
| Сампдория        | Итого            | Итого            | 18   | 2    | 0            | 0            | 0          | 0          | 0         | 0         | 0      | 0      | 18    | 2     |
| Антальяспор      | Суперлига        | 2015/16          | 31   | 20   | 1            | 0            | 0          | 0          | 0         | 0         | 0      | 0      | 32    | 20    |
| Антальяспор      | Суперлига        | 2016/17          | 30   | 18   | 0            | 0            | 0          | 0          | 0         | 0         | 0      | 0      | 30    | 18    |
| Антальяспор      | Суперлига        | 2017/18          | 15   | 6    | 0            | 0            | 0          | 0          | 0         | 0         | 0      | 0      | 15    | 6     |
| Антальяспор      | Итого            | Итого            | 76   | 44   | 1            | 0            | 0          | 0          | 0         | 0         | 0      | 0      | 77    | 44    |
| Коньяспор        | Суперлига        | 2017/18          | 13   | 6    | 1            | 0            | 0          | 0          | 0         | 0         | 0      | 0      | 14    | 6     |
| Коньяспор        | Итого            | Итого            | 13   | 6    | 1            | 0            | 0          | 0          | 0         | 0         | 0      | 0      | 14    | 6     |
| Катар СК         | Высшая лига      | 2018/19          | 10   | 4    | 0            | 0            | 0          | 0          | 0         | 0         | 0      | 0      | 10    | 4     |
| Катар СК         | Итого            | Итого            | 10   | 4    | 0            | 0            | 0          | 0          | 0         | 0         | 0      | 0      | 10    | 4     |
| Всего за карьеру | Всего за карьеру | Всего за карьеру | 580  | 291  | 52           | 23           | 3          | 0          | 114       | 48        | 13     | 7      | 762   | 369   |

### Сборная
| Сборная          | Сезон            | Товарищеские | Товарищеские | Турниры | Турниры | Всего | Всего |
| Сборная          | Сезон            | Игры         | Голы         | Игры    | Голы    | Игры  | Голы  |
| ---------------- | ---------------- | ------------ | ------------ | ------- | ------- | ----- | ----- |
| Камерун          | 1997             | 3            | 0            | 0       | 0       | 3     | 0     |
| Камерун          | 1998             | 3            | 0            | 2       | 0       | 5     | 0     |
| Камерун          | 1999             | 0            | 0            | 1       | 0       | 1     | 0     |
| Камерун          | 2000             | 3            | 0            | 6       | 5       | 9     | 5     |
| Камерун          | 2001             | 2            | 0            | 7       | 2       | 9     | 2     |
| Камерун          | 2002             | 4            | 3            | 9       | 2       | 13    | 5     |
| Камерун          | 2003             | 3            | 1            | 4       | 1       | 7     | 2     |
| Камерун          | 2004             | 1            | 0            | 8       | 4       | 9     | 4     |
| Камерун          | 2005             | 1            | 0            | 5       | 1       | 6     | 1     |
| Камерун          | 2006             | 0            | 0            | 5       | 5       | 5     | 5     |
| Камерун          | 2007             | 1            | 0            | 2       | 1       | 3     | 1     |
| Камерун          | 2008             | 0            | 0            | 11      | 11      | 11    | 11    |
| Камерун          | 2009             | 2            | 2            | 6       | 3       | 8     | 5     |
| Камерун          | 2010             | 3            | 2            | 9       | 6       | 12    | 8     |
| Камерун          | 2011             | 4            | 2            | 4       | 2       | 8     | 4     |
| Камерун          | 2012             | 1            | 0            | 1       | 0       | 2     | 0     |
| Камерун          | 2013             | 0            | 0            | 3       | 2       | 3     | 2     |
| Камерун          | 2014             | 2            | 1            | 1       | 0       | 3     | 1     |
| Всего за карьеру | Всего за карьеру | 33           | 11           | 84      | 45      | 117   | 56    |

### Матчи и голы за сборную
| Матчи и голы Самюэля Это’о за сборную Камеруна | Матчи и голы Самюэля Это’о за сборную Камеруна | Матчи и голы Самюэля Это’о за сборную Камеруна | Матчи и голы Самюэля Это’о за сборную Камеруна | Матчи и голы Самюэля Это’о за сборную Камеруна | Матчи и голы Самюэля Это’о за сборную Камеруна |
| №                                              | Дата                                           | Оппонент                                       | Счёт                                           | Голы Это’о                                     | Соревнование                                   |
| ---------------------------------------------- | ---------------------------------------------- | ---------------------------------------------- | ---------------------------------------------- | ---------------------------------------------- | ---------------------------------------------- |
| 1                                              | 9 марта 1997                                   | Коста-Рика                                     | 5:0                                            | —                                              | Товарищеский матч                              |
| 2                                              | 7 августа 1997                                 | Нигерия                                        | 0:1                                            | —                                              | Товарищеский матч                              |
| 3                                              | 9 августа 1997                                 | Замбия                                         | 3:3                                            | —                                              | Товарищеский матч                              |
| 4                                              | 27 мая 1998                                    | Нидерланды                                     | 0:0                                            | —                                              | Товарищеский матч                              |
| 5                                              | 31 мая 1998                                    | Люксембург                                     | 2:0                                            | —                                              | Товарищеский матч                              |
| 6                                              | 5 июня 1998                                    | Дания                                          | 2:1                                            | —                                              | Товарищеский матч                              |
| 7                                              | 17 июня 1998                                   | Италия                                         | 0:3                                            | —                                              | Финальные матчи ЧМ-1998                        |
| 8                                              | 4 октября 1998                                 | Гана                                           | 1:3                                            | —                                              | Отборочные матчи КАН-2000                      |
| 9                                              | 23 января 1999                                 | Эритрея                                        | 0:0                                            | —                                              | Отборочные матчи КАН-2000                      |
| 10                                             | 11 января 2000                                 | Буркина-Фасо                                   | 2:2                                            | —                                              | Товарищеский матч                              |
| 11                                             | 13 января 2000                                 | Сенегал                                        | 0:0                                            | —                                              | Товарищеский матч                              |
| 12                                             | 22 января 2000                                 | Гана                                           | 1:1                                            | —                                              | Финальные матчи КАН-2000                       |
| 13                                             | 28 января 2000                                 | Кот-д’Ивуар                                    | 3:0                                            | 1                                              | Финальные матчи КАН-2000                       |
| 14                                             | 6 февраля 2000                                 | Алжир                                          | 2:0                                            | 1                                              | Финальные матчи КАН-2000                       |
| 15                                             | 10 февраля 2000                                | Тунис                                          | 3:0                                            | 1                                              | Финальные матчи КАН-2000                       |
| 16                                             | 13 февраля 2000                                | Нигерия                                        | 2:2                                            | 1                                              | Финальные матчи КАН-2000                       |
| 17                                             | 19 апреля 2000                                 | Сомали                                         | 3:0                                            | 1                                              | Отборочные матчи ЧМ-2002                       |
| 18                                             | 4 октября 2000                                 | Франция                                        | 1:1                                            | —                                              | Товарищеский матч                              |
| 19                                             | 25 января 2001                                 | Бенин                                          | 3:1                                            | —                                              | Товарищеский матч                              |
| 20                                             | 28 января 2001                                 | Того                                           | 2:0                                            | 1                                              | Отборочные матчи ЧМ-2002                       |
| 21                                             | 25 февраля 2001                                | Замбия                                         | 1:0                                            | —                                              | Отборочные матчи ЧМ-2002                       |
| 22                                             | 22 апреля 2001                                 | Ливия                                          | 1:0                                            | —                                              | Отборочные матчи ЧМ-2002                       |
| 23                                             | 31 мая 2001                                    | Бразилия                                       | 0:2                                            | —                                              | Кубок конфедераций 2001                        |
| 24                                             | 2 июня 2001                                    | Япония                                         | 0:2                                            | —                                              | Кубок конфедераций 2001                        |
| 25                                             | 4 июня 2001                                    | Канада                                         | 2:0                                            | —                                              | Кубок конфедераций 2001                        |
| 26                                             | 1 июля 2001                                    | Того                                           | 2:0                                            | 1                                              | Отборочные матчи ЧМ-2002                       |
| 27                                             | 14 ноября 2001                                 | Польша                                         | 0:0                                            | —                                              | Товарищеский матч                              |
| 28                                             | 7 января 2002                                  | Буркина-Фасо                                   | 3:1                                            | 1                                              | Товарищеский матч                              |
| 29                                             | 20 января 2002                                 | ДР Конго                                       | 1:0                                            | —                                              | Финальные матчи КАН-2002                       |
| 30                                             | 25 января 2002                                 | Кот-д’Ивуар                                    | 1:0                                            | —                                              | Финальные матчи КАН-2002                       |
| 31                                             | 29 января 2002                                 | Того                                           | 3:0                                            | 1                                              | Финальные матчи КАН-2002                       |
| 32                                             | 4 февраля 2002                                 | Египет                                         | 1:0                                            | —                                              | Финальные матчи КАН-2002                       |
| 33                                             | 7 февраля 2002                                 | Мали                                           | 3:0                                            | —                                              | Финальные матчи КАН-2002                       |
| 34                                             | 10 февраля 2002                                | Сенегал                                        | 1:0                                            | —                                              | Финальные матчи КАН-2002                       |
| 35                                             | 27 марта 2002                                  | Аргентина                                      | 2:2                                            | 1                                              | Товарищеский матч                              |
| 36                                             | 17 апреля 2002                                 | Австрия                                        | 0:0                                            | —                                              | Товарищеский матч                              |
| 37                                             | 26 мая 2002                                    | Англия                                         | 2:2                                            | 1                                              | Товарищеский матч                              |
| 38                                             | 1 июня 2002                                    | Ирландия                                       | 1:1                                            | —                                              | Финальные матчи ЧМ-2002                        |
| 39                                             | 6 июня 2002                                    | Саудовская Аравия                              | 1:0                                            | 1                                              | Финальные матчи ЧМ-2002                        |
| 40                                             | 11 июня 2002                                   | Германия                                       | 0:2                                            | —                                              | Финальные матчи ЧМ-2002                        |
| 41                                             | 11 февраля 2003                                | Кот-д’Ивуар                                    | 0:3                                            | —                                              | Товарищеский матч                              |
| 42                                             | 27 марта 2003                                  | Мадагаскар                                     | 2:0                                            | 1                                              | Товарищеский матч                              |
| 43                                             | 30 марта 2003                                  | Тунис                                          | 0:1                                            | —                                              | Товарищеский матч                              |
| 44                                             | 19 июня 2003                                   | Бразилия                                       | 1:0                                            | 1                                              | Кубок конфедераций 2003                        |
| 45                                             | 21 июня 2003                                   | Турция                                         | 1:0                                            | —                                              | Кубок конфедераций 2003                        |
| 46                                             | 23 июня 2003                                   | США                                            | 0:0                                            | —                                              | Кубок конфедераций 2003                        |
| 47                                             | 29 июня 2003                                   | Франция                                        | 0:1                                            | —                                              | Кубок конфедераций 2003                        |
| 48                                             | 25 января 2004                                 | Алжир                                          | 1:1                                            | —                                              | Финальные матчи КАН-2004                       |
| 49                                             | 29 января 2004                                 | Зимбабве                                       | 5:3                                            | —                                              | Финальные матчи КАН-2004                       |
| 50                                             | 3 февраля 2004                                 | Египет                                         | 0:0                                            | —                                              | Финальные матчи КАН-2004                       |
| 51                                             | 8 февраля 2004                                 | Нигерия                                        | 1:2                                            | 1                                              | Финальные матчи КАН-2004                       |
| 52                                             | 6 июня 2004                                    | Бенин                                          | 2:1                                            | 1                                              | Отборочные матчи КАН и ЧМ-2006                 |
| 53                                             | 18 июня 2004                                   | Ливия                                          | 0:0                                            | —                                              | Отборочные матчи КАН и ЧМ-2006                 |
| 54                                             | 4 июля 2004                                    | Кот-д’Ивуар                                    | 2:0                                            | 1                                              | Отборочные матчи КАН и ЧМ-2006                 |
| 55                                             | 5 сентября 2004                                | Египет                                         | 2:3                                            | 1                                              | Отборочные матчи КАН и ЧМ-2006                 |
| 56                                             | 17 ноября 2004                                 | Германия                                       | 0:3                                            | —                                              | Товарищеский матч                              |
| 57                                             | 9 февраля 2005                                 | Сенегал                                        | 1:0                                            | —                                              | Товарищеский матч                              |
| 58                                             | 4 июня 2005                                    | Судан                                          | 2:1                                            | —                                              | Отборочные матчи КАН и ЧМ-2006                 |
| 59                                             | 4 июня 2005                                    | Бенин                                          | 4:1                                            | 1                                              | Отборочные матчи КАН и ЧМ-2006                 |
| 60                                             | 19 июня 2005                                   | Ливия                                          | 1:0                                            | —                                              | Отборочные матчи КАН и ЧМ-2006                 |
| 61                                             | 4 сентября 2005                                | Кот-д’Ивуар                                    | 3:2                                            | —                                              | Отборочные матчи КАН и ЧМ-2006                 |
| 62                                             | 8 октября 2005                                 | Египет                                         | 1:1                                            | —                                              | Отборочные матчи КАН и ЧМ-2006                 |
| 63                                             | 21 января 2006                                 | Ангола                                         | 3:1                                            | 3                                              | Финальные матчи КАН-2006                       |
| 64                                             | 25 января 2006                                 | Того                                           | 2:0                                            | 1                                              | Финальные матчи КАН-2006                       |
| 65                                             | 29 января 2006                                 | ДР Конго                                       | 2:0                                            | 1                                              | Финальные матчи КАН-2006                       |
| 66                                             | 4 февраля 2006                                 | Кот-д’Ивуар                                    | 1:1                                            | —                                              | Финальные матчи КАН-2006                       |
| 67                                             | 3 сентября 2006                                | Руанда                                         | 3:0                                            | —                                              | Отборочные матчи КАН-2008                      |
| 68                                             | 24 марта 2007                                  | Либерия                                        | 3:1                                            | —                                              | Отборочные матчи КАН-2008                      |
| 69                                             | 3 июня 2007                                    | Либерия                                        | 2:1                                            | 1                                              | Отборочные матчи КАН-2008                      |
| 70                                             | 22 августа 2007                                | Япония                                         | 0:2                                            | —                                              | Товарищеский матч                              |
| 71                                             | 22 января 2008                                 | Египет                                         | 2:4                                            | 2                                              | Финальные матчи КАН-2008                       |
| 72                                             | 26 января 2008                                 | Замбия                                         | 5:1                                            | 1                                              | Финальные матчи КАН-2008                       |
| 73                                             | 30 января 2008                                 | Судан                                          | 3:0                                            | 2                                              | Финальные матчи КАН-2008                       |
| 74                                             | 4 февраля 2008                                 | Тунис                                          | 3:2                                            | —                                              | Финальные матчи КАН-2008                       |
| 75                                             | 7 февраля 2008                                 | Гана                                           | 1:0                                            | —                                              | Финальные матчи КАН-2008                       |
| 76                                             | 10 февраля 2008                                | Египет                                         | 0:1                                            | —                                              | Финальные матчи КАН-2008                       |
| 77                                             | 31 мая 2008                                    | Кабо-Верде                                     | 2:0                                            | 1                                              | Отборочные матчи КАН и ЧМ-2010                 |
| 78                                             | 8 июня 2008                                    | Маврикий                                       | 3:0                                            | 1                                              | Отборочные матчи КАН и ЧМ-2010                 |
| 79                                             | 14 июня 2008                                   | Танзания                                       | 0:0                                            | —                                              | Отборочные матчи КАН и ЧМ-2010                 |
| 80                                             | 21 июня 2008                                   | Танзания                                       | 2:1                                            | 2                                              | Отборочные матчи КАН и ЧМ-2010                 |
| 81                                             | 11 октября 2008                                | Маврикий                                       | 5:0                                            | 2                                              | Отборочные матчи КАН и ЧМ-2010                 |
| 82                                             | 11 февраля 2009                                | Гвинея                                         | 3:1                                            | 2                                              | Товарищеский матч                              |
| 83                                             | 28 марта 2009                                  | Того                                           | 1:0                                            | —                                              | Отборочные матчи КАН и ЧМ-2010                 |
| 84                                             | 7 июня 2009                                    | Марокко                                        | 0:0                                            | —                                              | Отборочные матчи КАН и ЧМ-2010                 |
| 85                                             | 12 августа 2009                                | Австрия                                        | 2:0                                            | —                                              | Товарищеский матч                              |
| 86                                             | 5 сентября 2009                                | Габон                                          | 2:0                                            | 1                                              | Отборочные матчи КАН и ЧМ-2010                 |
| 87                                             | 10 октября 2009                                | Габон                                          | 3:0                                            | —                                              | Отборочные матчи КАН и ЧМ-2010                 |
| 88                                             | 14 ноября 2009                                 | Того                                           | 1:0                                            | —                                              | Отборочные матчи КАН и ЧМ-2010                 |
| 89                                             | 7 июня 2009                                    | Марокко                                        | 0:0                                            | —                                              | Отборочные матчи КАН и ЧМ-2010                 |
| 90                                             | 13 января 2010                                 | Габон                                          | 0:1                                            | —                                              | Финальные матчи КАН-2010                       |
| 91                                             | 17 января 2010                                 | Замбия                                         | 3:2                                            | 1                                              | Финальные матчи КАН-2010                       |
| 92                                             | 21 января 2010                                 | Тунис                                          | 2:2                                            | 1                                              | Финальные матчи КАН-2010                       |
| 93                                             | 25 января 2010                                 | Египет                                         | 1:3                                            | —                                              | Финальные матчи КАН-2010                       |
| 94                                             | 3 марта 2010                                   | Италия                                         | 0:0                                            | —                                              | Товарищеский матч                              |
| 95                                             | 1 июня 2010                                    | Португалия                                     | 1:3                                            | —                                              | Товарищеский матч                              |
| 96                                             | 14 июня 2010                                   | Япония                                         | 0:1                                            | —                                              | Финальные матчи ЧМ-2010                        |
| 97                                             | 19 июня 2010                                   | Дания                                          | 1:2                                            | 1                                              | Финальные матчи ЧМ-2010                        |
| 98                                             | 24 июня 2010                                   | Нидерланды                                     | 1:2                                            | 1                                              | Финальные матчи ЧМ-2010                        |
| 99                                             | 11 августа 2010                                | Польша                                         | 3:0                                            | 2                                              | Товарищеский матч                              |
| 100                                            | 4 сентября 2010                                | Маврикий                                       | 3:1                                            | 2                                              | Отборочные матчи КАН-2012                      |
| 101                                            | 9 октября 2010                                 | ДР Конго                                       | 1:1                                            | —                                              | Отборочные матчи КАН-2012                      |
| 102                                            | 9 февраля 2011                                 | Македония                                      | 1:0                                            | —                                              | Товарищеский матч                              |
| 103                                            | 26 марта 2011                                  | Сенегал                                        | 0:1                                            | —                                              | Отборочные матчи КАН-2012                      |
| 104                                            | 4 июня 2011                                    | Сенегал                                        | 0:0                                            | —                                              | Отборочные матчи КАН-2012                      |
| 105                                            | 7 июня 2011                                    | Россия                                         | 0:0                                            | —                                              | Товарищеский матч                              |
| 106                                            | 3 сентября 2011                                | Маврикий                                       | 5:0                                            | 1                                              | Отборочные матчи КАН-2012                      |
| 107                                            | 7 октября 2011                                 | ДР Конго                                       | 3:2                                            | 1                                              | Отборочные матчи КАН-2012                      |
| 108                                            | 11 ноября 2011                                 | Судан                                          | 3:1                                            | 1                                              | Отборочные матчи КАН-2012                      |
| 109                                            | 13 ноября 2011                                 | Марокко                                        | 1:1                                            | 1                                              | Отборочные матчи КАН-2012                      |
| 110                                            | 14 октября 2012                                | Кабо-Верде                                     | 2:1                                            | —                                              | Отборочные матчи КАН-2013                      |
| 111                                            | 14 ноября 2012                                 | Албания                                        | 0:0                                            | —                                              | Товарищеский матч                              |
| 112                                            | 23 марта 2013                                  | Того                                           | 2:1                                            | 2                                              | Отборочные матчи ЧМ-2014                       |
| 113                                            | 13 октября 2013                                | Тунис                                          | 0:0                                            | —                                              | Отборочные матчи ЧМ-2014                       |
| 114                                            | 17 ноября 2013                                 | Тунис                                          | 4:1                                            | —                                              | Отборочные матчи ЧМ-2014                       |
| 115                                            | 5 марта 2014                                   | Португалия                                     | 1:5                                            | —                                              | Товарищеский матч                              |
| 116                                            | 1 июня 2014                                    | Германия                                       | 2:2                                            | 1                                              | Товарищеский матч                              |
| 117                                            | 13 июня 2014                                   | Мексика                                        | 0:1                                            | —                                              | Финальные матчи ЧМ-2014                        |

Итого: 117 матчей / 56 голов; 60 побед, 31 ничья, 26 поражений.

## Достижения
Командные
«Мальорка»
- Обладатель Кубка Испании: 2003
- Итого: 1 трофей

«Барселона»

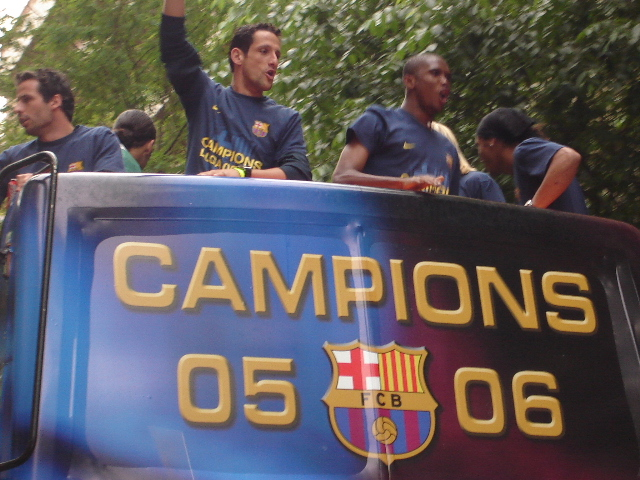
Это’о и Жулиано Беллетти празднуют победу в Ла Лиге 2005/06 в составе «Барселоны»

- Чемпион Испании (3): 2004/05, 2005/06, 2008/09
- Обладатель Кубка Испании: 2008/09
- Обладатель Суперкубка Испании (2): 2005, 2006
- Победитель Лиги чемпионов УЕФА (2): 2005/06, 2008/09
- Итого: 8 трофеев

«Интернационале»
- Чемпион Италии: 2009/10
- Обладатель Кубка Италии (2): 2009/10, 2010/11
- Обладатель Суперкубка Италии: 2010
- Победитель Лиги чемпионов УЕФА: 2009/10
- Победитель Клубного чемпионата мира: 2010
- Итого: 6 трофеев

Сборная Камеруна
- Обладатель Кубка африканских наций (2): 2000, 2002
- Олимпийский чемпион: 2000
- Итого: 3 трофея
- Всего за карьеру: 18 трофеев

Личные
- Лучший молодой игрок Африки: 2000
- Африканский футболист года (4): 2003, 2004, 2005, 2010
- Лучший бомбардир чемпионата Испании: 2005/06 (26 мячей)
- Лучший бомбардир Кубка Италии: 2010/11 (5 мячей)[140]
- Команда года по версии European Sports Media (4): 2005, 2006, 2009, 2011
- Включен в сборную мира по версии ФИФПРО (2): 2005, 2006
- Команда года по версии УЕФА (2): 2005, 2006
- Клубные футбольные награды УЕФА: Лучший нападающий: 2006
- Лучший бомбардир Кубка африканских наций (2): 2006 (5 мячей), 2008 (5 мячей)
- Обладатель «Золотого мяча» Клубного чемпионата мира: 2010
- Символическая сборная Африки по версии КАФ (6): 2005, 2006, 2008, 2009, 2010, 2011
- В списке 33 лучших футболистов чемпионата России (2): № 1 (2013), № 2 (2012)
- Обладатель премии «Golden Foot»: 2015
- Введен в зал славы футбольного клуба «Интернационале»

## Государственные награды
- Кавалер ордена Доблести
- Орден «За заслуги перед Республикой Дагестан» (2014)[141]
- Европейская медаль толерантности «За активную деятельность в борьбе с расовой дискриминацией в футболе» (2015)[142]

## Вне футбола
В ноябре 2015 года был коронован как верховный вождь в Каффу Буллом, вождестве в Сьерра-Леоне. Он посетил Сьерра-Леоне в рамках программы ФИФА «11 за здоровье и 11 против Эболы» в этой стране.

## Личная жизнь
У него есть два брата: Давид и Этьен, также футболисты. У Это’о четверо детей: Маэль, Этьен, Сиена и Линн. Он женился на своей давней возлюбленной Жоржетте 6 июля 2007 года. Жоржетта — мать Сиены и Линн, они живут с ней в Париже. 17 октября 2007 года Это’о получил испанский паспорт.
9 ноября 2020 года попал в автомобильную аварию, его автомобиль столкнулся лоб в лоб с автобусом. Сообщалось, что Это’о не пострадал в аварии. Водитель автобуса пытался скрыться с места происшествия, но был задержан и доставлен в полицейский участок.
Это’о болеет за французский клуб «Пари Сен-Жермен».

### Расизм
Самюэль Это’о подвергался расистским оскорблениям в некоторых выездных матчах во время своей карьеры. Он один из нескольких известных современных игроков, которые реагировали на оскорбления, угрожая покинуть поле и открыто критикуя свой опыт.
В феврале 2005 года во время выездного матча с «Реал Сарагосой» стал объектом расистских насмешек со стороны болельщиков «Сарагосы», которые начали выкрикивать обезьяноподобные кричалки на поле всякий раз, когда он владел мячом. Судья Фернандо Кармона Мендес, однако, не упомянул об этих инцидентах в своём протоколе матча, отметив лишь, что поведение толпы было «нормальным»; двое из нападавших были пойманы и получили пятимесячные запреты на посещение спортивных мероприятий после того, как их опознали другие зрители. Это’о позже заявил, что наказание было недостаточным и что «Ромареда» должна была быть закрыта по крайней мере на год, но его тренер Франк Райкард, суринамского происхождения, сказал ему сосредоточиться на футболе и перестать говорить об этом инциденте. Однако в следующем сезоне Это’о был снова разгневан расистскими кричалками болельщиков «Сарагосы» и попытался уйти с поля в знак протеста. Его товарищи по команде вмешались и убедили его продолжить игру.
После того как камерунец стал регулярно сталкиваться с расистскими оскорблениями со стороны групп поддержки в испанских толпах, он перестал брать с собой на матчи членов семьи. Он заявил: «Это то, что затронуло меня лично. Я думаю, игроки, лидеры и СМИ должны объединить свои усилия, чтобы никто не воспринимал себя выше других из-за цвета их кожи. На данный момент времени я предпочитаю, чтобы мои дети не ходили на футбольные матчи. На трибунах они услышат такие вещи, которые трудно объяснить ребёнку. Лучше пусть они не сталкиваются с этим».
17 октября 2010 года в матче Серии А против «Кальяри» после всего лишь трёх минут игры судья остановил матч, чтобы сделать предупреждение некоторым болельщикам «Кальяри», которые пели расистские кричалки в адрес Это’о. После возобновления игры остальная часть стадиона громко скандировала, пытаясь заглушить расистские кричалки, чтобы избежать приостановки матча. «Интер» выиграл 1:0 благодаря голу Это’о на 39-й минуте.

### Проблемы с законом
В июне 2022 года признал себя виновным в неуплате налогов в Испании и получил срок 22 месяца заключения условно.